# Johan Neeskens

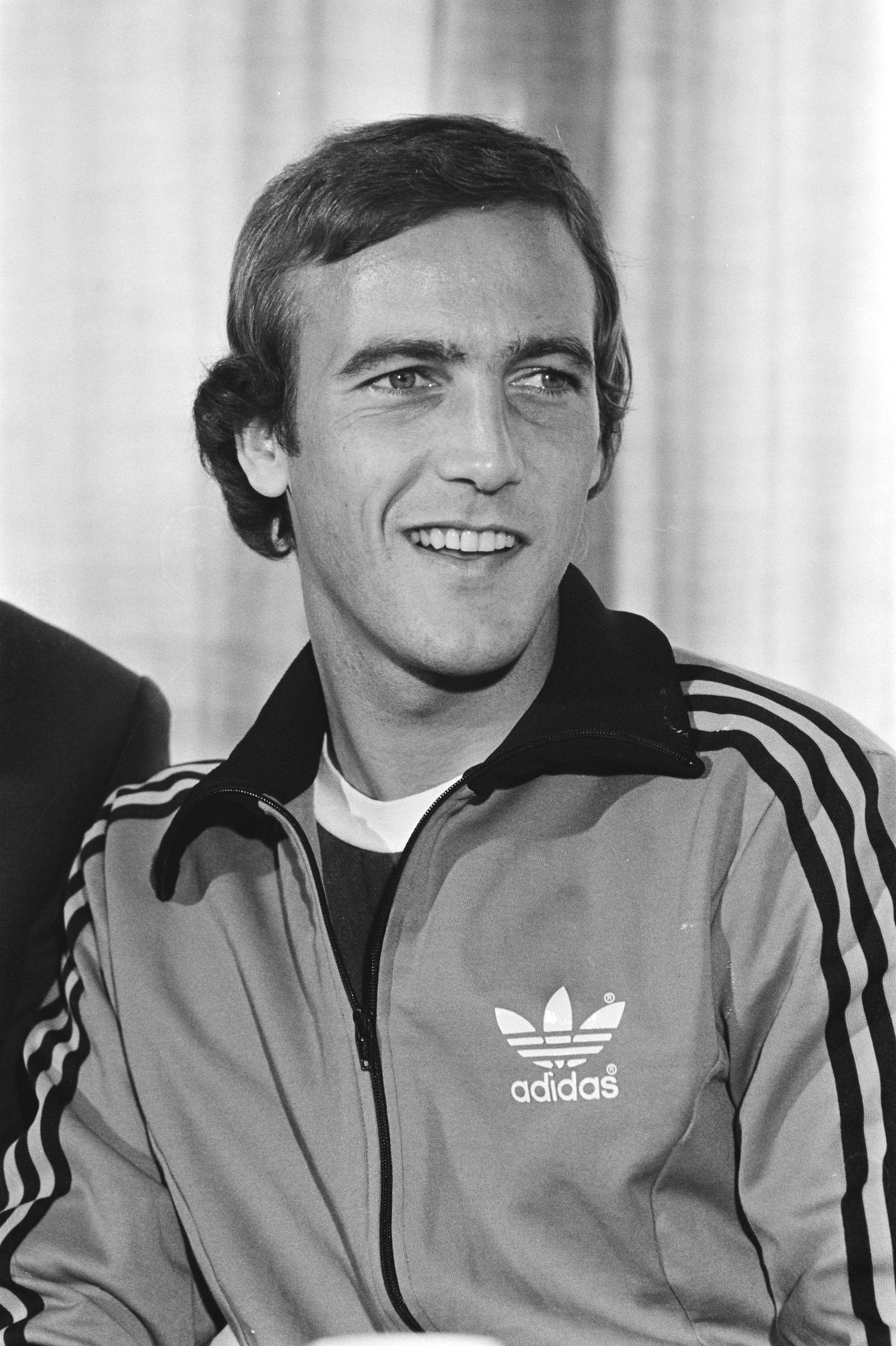
Johan Neeskens (1981)

Johannes Jacobus „Johan“ Neeskens (* 15. September 1951 in Heemstede, Nordholland; † 6. Oktober 2024 in Algerien) war ein niederländischer Fußballspieler und -trainer.

## Spielerkarriere

### Von  Heemstede zu Ajax
Neeskens begann 1968 bei Racing Club Heemstede in der Eerste Divisie mit dem Profifußball, ehe er im Jahr darauf zum niederländischen Traditionsverein Ajax Amsterdam in die Eredivisie wechselte. Zu Beginn seiner Zeit in Amsterdam spielte der damalige Youngster als rechter Verteidiger, rückte aber im Verlauf der Folgejahre ins zentrale Mittelfeld, wo er hinter Johan Cruyff die Fäden der Mannschaft zog. 1971 holte er seine erste nationale Meisterschaft, die in der Spielzeit darauf verteidigt werden konnte. Zwischen 1971 und 1973 gewann Neeskens mit Ajax drei Mal den Europapokal der Landesmeister sowie je einmal den UEFA Super Cup und den Weltpokal.

### FC Barcelona
Im Jahr 1974 folgte er seinem Landsmann Cruyff zum FC Barcelona, mit dem er weitere Titel sammelte, allerdings nicht mehr so erfolgreich wie in Amsterdam. Beim Gewinn des Europapokals der Pokalsieger 1979 stand Neeskens über die volle Spielzeit auf dem Platz und führte sein Team zum 4:3-Sieg n. V. über Fortuna Düsseldorf. Während dieser Zeit erhielt er von den Fans den Namen Johan Segon, welcher so viel wie Johan der Zweite bedeutet und eine Anspielung auf Johan Cruyff ist. Seine Zeit beim FC Barcelona endete plötzlich und unerwartet. Als er dem Flehen des Vereinspräsidenten Josep Lluís Núñez, ihn in einer Toilettenkabine des Stadions von Alicante mit Klopapier zu versorgen, nicht nachkam, war dieser erbost und setzte „Nees“, wie sie ihn in Spanien nannten, ablösefrei auf die Transferliste.
Schon vorher hatte in der katalanischen Hauptstadt seine 1974 geschlossene Ehe mit Marianne geendet. Nachdem die Gazetten der Stadt ihn allzu oft in frivolen Szenen mit diversen Damen abgebildet hatten, ging Marianne eine Beziehung mit einem prominenten örtlichen Fotografen ein.

### Amerika
Kein europäischer Verein sah sich geneigt, Johan Neeskens hinreichend zu alimentieren um sich dessen Dienste zu sichern. Das führte dazu, dass sich Neeskens bereits als 28-Jähriger dem weiland von Altsuperstars wie Franz Beckenbauer, Carlos Alberto und Giorgio Chinaglia geprägten North-American-Soccer-League-Franchise New York Cosmos anschloss, wo ihm 1,6 Millionen US-Dollar, was damals rund 2,9 Millionen Deutsche Mark waren, für einen Fünfjahresvertrag angeboten wurden. Dort fiel er zügig einem immer enthemmteren Lebensstil anheim. Das führte unter anderem dazu, dass er bei mehreren Gelegenheiten das Flugzeug zu Auswärtsspielen verpasste. Im September 1980 wurde er schließlich von der Geschäftsführung von Cosmos unbefristet und ohne Gehaltsfortzahlung suspendiert. Erst Anfang Juli des folgenden Jahres wurde er vom deutschen Trainer der New Yorker, Hennes Weisweiler, wieder in die Mannschaft berufen.
Mit Cosmos gewann Neeskens die NASL Meisterschaften von 1980 und 1982 sowie vier Divisions-Titel. 1979 und 1984 wurde er ins All-Star-Team gewählt. Nach dem Niedergang der NASL 1984 ging der Mittelfeldspieler wieder in die Niederlande, wo er zwischen März und Juli 1985 in sieben Partien für den Erstligisten FC Groningen antrat.
Danach unterschrieb er für drei Jahre bei South Florida Sun, 1984 noch als Fort Lauderdale Sun bekannt. Doch kurz darauf stellte das Franchise den Betrieb ein, ohne dass er jemals für sie gespielt hatte. Im August 1985 verschrieb sich Neeskens dem Hallenfußball und unterzeichnete einen Dreijahresvertrag bei den Kansas City Comets, einem Franchise der Major Indoor Soccer League. In der Western Division der Liga wurden die Comets 1985/86 aber nur Fünfte und qualifizierten sich nicht für die Spiele um den nationale Meisterschaft. Neeskens erzielte in 27 Partien ein Tor und bediente Mitspieler mit zwei „Assists“.
Im Rahmen seiner Aktivitäten in den USA wird auch hier und da von Spielen für einen FC Löwenbräu berichtet. Der Verein, dessen Name einen soliden Gegenentwurf zu den Anonymen Alkoholikern manifestiert, war oder ist möglicherweise eine Gemeinschaft fußballbegeisterter Amateure. Darüber hinaus weiß man nichts.

### Spielertrainer in der Schweiz
Ende November 1987 wurde vermeldet, dass Johan Neeskens, nachdem sein Vertrag in Kansas City im Sommer ausgelaufen war, ein Engagement als Spielertrainer beim abstiegsgefährdeten Schweizer Drittligisten FC Baar im Kanton Zug angenommen hat. Das war begünstigt dadurch, dass seine zweite Frau, Marlis, aus diesem Ort stammte. Der FC Baar stieg unter seiner Leitung nicht ab.
1990 übernahm er in selbiger Funktion den Drittligisten FC Zug, der 1989/90 eine Saison in der zweiten Spielklasse verbrachte und wieder abgestiegen war. Der Höhepunkt seiner Zeit in Zug war vielleicht das Angebot des amtierenden Schweizer Meisters Grasshopper Club Zürich, ihn 1991 als Nachfolger des zu Borussia Dortmund abgewanderten Trainers Ottmar Hitzfeld zu verpflichten. Er meinte, er wolle die begonnene Aufbauarbeit zu Ende führen. Er beendete seine Zeit in Zug nach der Saison 1992/93.

### Nationalmannschaft

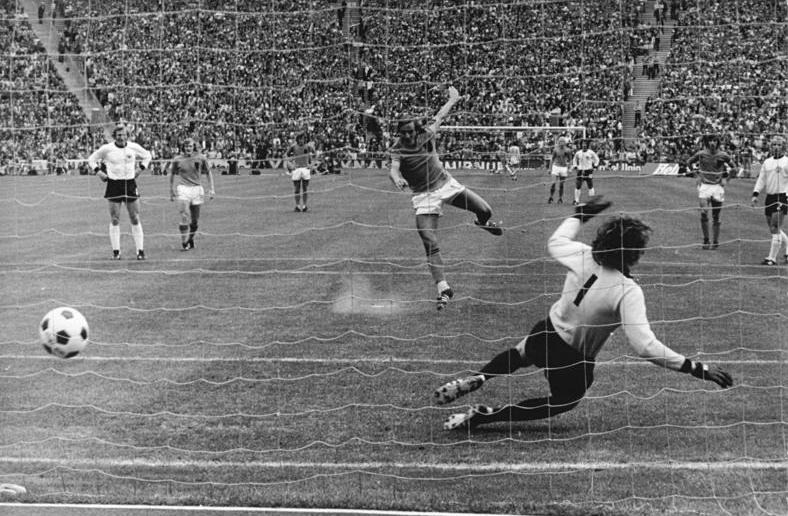
Johan Neeskens verwandelt den Elfmeter im Finale der WM 1974

Bereits 1970 wurde Neeskens Nationalspieler der Niederlande. Bekannt wurde er durch das Finale der Fußball-Weltmeisterschaft 1974 in Deutschland. In der 2. Spielminute verwandelte der damals 22-Jährige einen Foulelfmeter zum 1:0 für die Niederlande gegen Deutschland; das Spiel ging für seine Mannschaft letztlich aber mit 1:2 verloren. Seitdem sprechen Fußballkommentatoren immer wieder von der Neeskens-Variante beim Schuss vom Elfmeterpunkt: knallhart in die Tormitte schießen, während der Torhüter in eine Torecke hechtet. Laut Sepp Maier schoss er aber seine Elfmeter stets in die vom Torwart aus gesehen rechte Ecke und hat im WM-Finale verzogen, weil er aus Nervosität „nicht richtig getroffen, ein wenig in den Boden gehauen“ hat (auf dem Bild sieht man die Kreide des Elfmeterpunktes aufstauben).
Bei der Fußball-Weltmeisterschaft 1978 in Argentinien wurde er zum zweiten Mal Vize-Weltmeister, diesmal verlor seine Mannschaft das Finale gegen Gastgeber Argentinien nach Verlängerung mit 1:3.

## Trainerkarriere
Nach seinen Stationen beim FC Baar und dem FC Zug trainierte er den Drittligisten FC Stäfa (ZH) am Zürichsee. Nach einer sehr guten ersten Saison, die mit dem sechsten Platz abgeschlossen wurde, lief es in der Saison zum 100-Jahr-Vereinsjubiläum 1995 sportlich nicht mehr so gut, weshalb er kurz vor Saisonende entlassen wurde. Dennoch hinterließ Neeskens laut einem ehemaligen Schützling Spuren in der Schweiz.
Johann Neeskens kam zur Saison 1995/96 als Cheftrainer zum deutschen Verein FC Singen 04 in der fünftklassigen Verbandsliga Südbaden. Er blieb nur eine Saison, legte dort aber den Grundstein für große Erfolge, wie den Aufstieg in die Oberliga und den Sieg im Südbadischer Pokal 1997.
Danach war er Co-Trainer der niederländischen Nationalmannschaft und Trainer der U-18-Nationalmannschaft und wurde anschließend Trainer des NEC Nijmegen. Für die Fußball-Weltmeisterschaft in Deutschland verstärkte er den Trainerstab der australischen Nationalmannschaft als Co-Trainer von Guus Hiddink. Im Anschluss an die Fußballweltmeisterschaft kehrte er zum FC Barcelona zurück, um dort wie bereits bei der niederländischen Nationalmannschaft Assistenztrainer von Frank Rijkaard zu werden. Nach dessen Ausscheiden wurde auch Neeskens beim FCB entlassen. Seit 26. Oktober 2008 trainierte er die B-Nationalmannschaft der Niederlande. Zur Saison 2009/10 wurde er erneut an der Seite von Frank Rijkaard Co-Trainer bei Galatasaray Istanbul. Seine Arbeit als Co-Trainer wurde am 20. Oktober 2010 beendet, nachdem Frank Rijkaard und er entlassen worden waren. Zur Saison 2011/12 übernahm er das Traineramt beim südafrikanischen Erstligisten Mamelodi Sundowns. Nachdem seine Mannschaft zu Beginn der Saison 2012/13 wenig erfolgreich gespielt und nach zwölf Spieltagen auf dem vorletzten Tabellenrang gelegen hatte, beendeten der Verein und Neeskens am 2. Dezember 2012 die Zusammenarbeit.

## Persönliches
Johan Neeskens starb am 6. Oktober 2024 im Alter von 73 Jahren in Algerien, wo er sich im Rahmen des Projekts KNVB World Coaches des niederländischen Fußballverbandes aufhielt, das dazu diente, ärmere Kinder in Entwicklungsländern zu sozialisieren.

## Erfolge
Verein 
- Niederländischer Meister mit Ajax Amsterdam: 1972, 1973
- KNVB-Pokal mit Ajax Amsterdam: 1971, 1972
- Europapokal der Landesmeister mit Ajax Amsterdam: 1971, 1972, 1973
- UEFA Super Cup mit Ajax Amsterdam: 1972
- Weltpokal mit Ajax Amsterdam: 1972
- Copa del Rey mit FC Barcelona: 1978
- Europapokal der Pokalsieger mit FC Barcelona: 1979
- NASL Meisterschaft mit New York Cosmos: 1980, 1982
- Gewinn der Eastern Division, National Conference mit New York Cosmos: 1980, 1981
- Gewinn der Eastern Division mit New York Cosmos: 1982, 1983
- Trans-Atlantic Cup Championships mit New York Cosmos: 1980, 1983, 1984

 Nationalmannschaft 
- Vizeweltmeister: 1974, 1978
- 3. Platz Europameisterschaft: 1976

Individuell
- 3. Platz bei der Wahl des Ballon d’Or Dream Teams (Defensives Mittelfeld)

## Sonstiges
Die Staatssicherheit der DDR führte den Fußballer Gerd Kische zwischen 1971 und 1976 als „IM Neesken“, da dieser Johan Neeskens als sein Vorbild bezeichnet hatte. Der fehlende letzte Buchstabe wird in der fußballerischen Unkenntnis des führenden Offiziers vermutet. Bei der WM 1974 trafen beide Spieler sogar am 30. Juni 1974 in Gelsenkirchen aufeinander, als die Niederlande die Nationalmannschaft der DDR mit 2:0 bezwangen.